# Fotolog
Fotolog.com är en fotobloggtjänst.
Fotolog startades i maj 2002 i New York av Scott Heiferman och Adam Seifer som ett litet communityprojekt bestående av 200 kompisar. Idag har tjänsten över 15 miljoner användare.
Sedan våren 2008 finns Fotolog på svenska. 
En egenhet med tjänsten är att man bara kan ladda upp bilder en gång per dygn.